# Manuel Monteiro de Castro
Manuel Monteiro de Castro (Santa Eufémia de Prazins, 29 marzo 1938) è un cardinale e arcivescovo cattolico portoghese.

## Biografia
Nasce il 29 marzo 1938 a Santa Eufémia de Prazins in Portogallo. Studia lettere, filosofia e teologia presso il seminario di Braga.
Dopo la laurea in diritto canonico è ordinato sacerdote dall'arcivescovo António Bento Júnior il 9 luglio 1961 e incardinato nell'arcidiocesi di Braga. Si è successivamente formato anche per la carriera diplomatica presso la Pontificia accademia ecclesiastica e nel 1969 diviene avvocato presso il Tribunale della Rota Romana.

### Servizio diplomatico
Sei anni più tardi, nel 1967 entra al servizio diplomatico della Santa Sede come segretario di diverse nunziatura: a Panama dal 1967 al 1969, in Guatemala dal 1969 al 1972, in Vietnam e in Cambogia dal 1972 al 1975, in Australia dal 1975 al 1978 ed in Messico dal 1978 al 1981. Per un breve periodo è stato anche alle dirette dipendenze della Segreteria di Stato, nella seconda sezione da giugno a novembre 1981. Successivamente è consigliere presso la nunziatura apostolica in Belgio dalla fine del 1981 al 1985. Il 1º luglio 1968 è nominato cappellano di Sua Santità ed il 1º luglio 1981 prelato d'onore di Sua Santità.
Il 16 febbraio 1985 papa Giovanni Paolo II lo ha eletto arcivescovo titolare di Benevento e nominato nunzio apostolico in Trinidad e Tobago, Barbados, Bahamas, Belize, Giamaica e delegato apostolico nelle Antille. Il successivo 23 marzo ha ricevuto la consacrazione arcivescovile per imposizione delle mani del cardinale Agostino Casaroli, all'epoca segretario di Stato. Il 25 aprile 1987 diviene anche nunzio apostolico ad Antigua e Barbuda. Il 21 agosto 1990 lo stesso papa lo ha nominato nunzio apostolico presso i governi di Honduras e di El Salvador. Ha mantenuto l'incarico in Honduras fino al 12 aprile 1991, quando è stato sostituito da Luigi Conti, e in El Salvador fino al 2 febbraio 1998, quando è stato trasferito alle nunziature del Sudafrica e del Namibia. 
Il 1º marzo 2000 è stato promosso alla nunziatura di Spagna ed Andorra. In questa veste, incontra spesso José Luis Rodríguez Zapatero per ridurre le tensioni tra il governo spagnolo e la Chiesa e nel 2004 si rivolge alla Conferenza episcopale spagnola proponendo di sostenere il riconoscimento legale delle relazioni omosessuali.
Il 7 dicembre 2007, per volere di papa Benedetto XVI, gli è conferito il ruolo di osservatore permanente presso l'Organizzazione Mondiale del Turismo.

### Curia romana e cardinalato
Il 3 luglio 2009 è stato nominato segretario della Congregazione per i vescovi, mentre il successivo 21 ottobre è diventato anche segretario del Sacro Collegio. Il 19 novembre 2009 è nominato consultore della Congregazione per la dottrina della fede. Il 5 gennaio 2012 il Papa lo ha nominato penitenziere maggiore di Santa Romana Chiesa, dopo la rinuncia, per raggiunti limiti di età, del cardinale Fortunato Baldelli.
Papa Benedetto XVI lo ha nominato cardinale, nel concistoro del 18 febbraio 2012, della diaconia di San Domenico di Guzmán, di cui prende possesso il 22 aprile 2012, dopo essere stato nominato, il giorno precedente, membro del Pontificio consiglio della pastorale per i migranti e gli itineranti, della Congregazione delle cause dei santi e della Congregazione per i vescovi. Il 21 settembre 2013 papa Francesco, nell'accogliere la sua rinuncia, per raggiunti limiti di età, all'incarico di penitenziere maggiore, ha chiamato a succedergli nel medesimo incarico il cardinale Mauro Piacenza.
Il 29 marzo 2018, al compimento del suo ottantesimo genetliaco, esce dal novero dei cardinali elettori.
Il 4 marzo 2022 opta per l'ordine presbiterale mantenendo la titolarità della sua diaconia elevata pro hac vice a titolo.

## Genealogia episcopale e successione apostolica
La genealogia episcopale è:
- Cardinale Scipione Rebiba
- Cardinale Giulio Antonio Santori
- Cardinale Girolamo Bernerio, O.P.
- Arcivescovo Galeazzo Sanvitale
- Cardinale Ludovico Ludovisi
- Cardinale Luigi Caetani
- Cardinale Ulderico Carpegna
- Cardinale Paluzzo Paluzzi Altieri degli Albertoni
- Papa Benedetto XIII
- Papa Benedetto XIV
- Papa Clemente XIII
- Cardinale Marcantonio Colonna
- Cardinale Giacinto Sigismondo Gerdil, B.
- Cardinale Giulio Maria della Somaglia
- Cardinale Carlo Odescalchi, S.I.
- Cardinale Costantino Patrizi Naro
- Cardinale Lucido Maria Parocchi
- Papa Pio X
- Papa Benedetto XV
- Papa Pio XII
- Cardinale Eugène Tisserant
- Papa Paolo VI
- Cardinale Agostino Casaroli
- Cardinale Manuel Monteiro de Castro

La successione apostolica è:
- Arcivescovo Robert Rivas, O.P. (1990)
- Arcivescovo Juan del Río Martín (2000)
- Vescovo Casimiro López Llorente (2001)
- Vescovo Amadeo Rodríguez Magro (2003)
- Vescovo José Manuel Lorca Planes (2004)
- Arcivescovo Vicente Jiménez Zamora (2004)
- Arcivescovo Jaume Pujol Balcells (2004)
- Vescovo Demetrio Fernández González (2005)
- Vescovo Manuel Sánchez Monge (2005)
- Vescovo Bernardo Álvarez Afonso (2005)
- Vescovo José Ignacio Munilla Aguirre (2006)
- Arcivescovo Francisco Cerro Chaves (2007)
- Vescovo Gerardo Melgar Viciosa (2008)
- Vescovo Francisco Pardo Artigas (2008)
- Vescovo Eusebio Ignacio Hernández Sola, O.A.R. (2011)